# Parque natural regional de Vercors
El parque natural regional de Vercors (en francés: parc naturel régional du Vercors) es una zona protegida de montañas boscosas en la región de Rhône-Alpes, en el sudeste de Francia.

## Geografía
Situado en una meseta de piedra caliza al sur de Grenoble, el parque se extiende hasta los Alpes Occidentales franceses. Se extiende por dos departamentos, Drôme e Isère, y cubre una superficie total de 135.000 hectáreas. La principal elevación de la meseta alcanza los 1.000 metros (3.300 pies) mientras que la cresta oriental de los Alpes alcanza los 2.300 metros (7.500 pies) en el Grand Veymont (2341m). 
El área de Vercors está salpicada de cuevas. Durante la Segunda Guerra Mundial, sirvió como una posición segura y defendible para la Resistencia Francesa: Forteresse de la Résistance. La zona contiene ahora alrededor de trescientos monumentos a la Resistencia, incluyendo un centro conmemorativo y los restos preservados de un pueblo destruido
En tiempos modernos, Vercors se ha convertido en un destino turístico muy frecuentado, debido el esquí, el senderismo y la espeleología. Varias pequeñas comunas salpican el paisaje, dedicadas principalmente a la silvicultura, el pastoreo y el turismo. El área fue oficialmente designada parque natural regional en 1970.

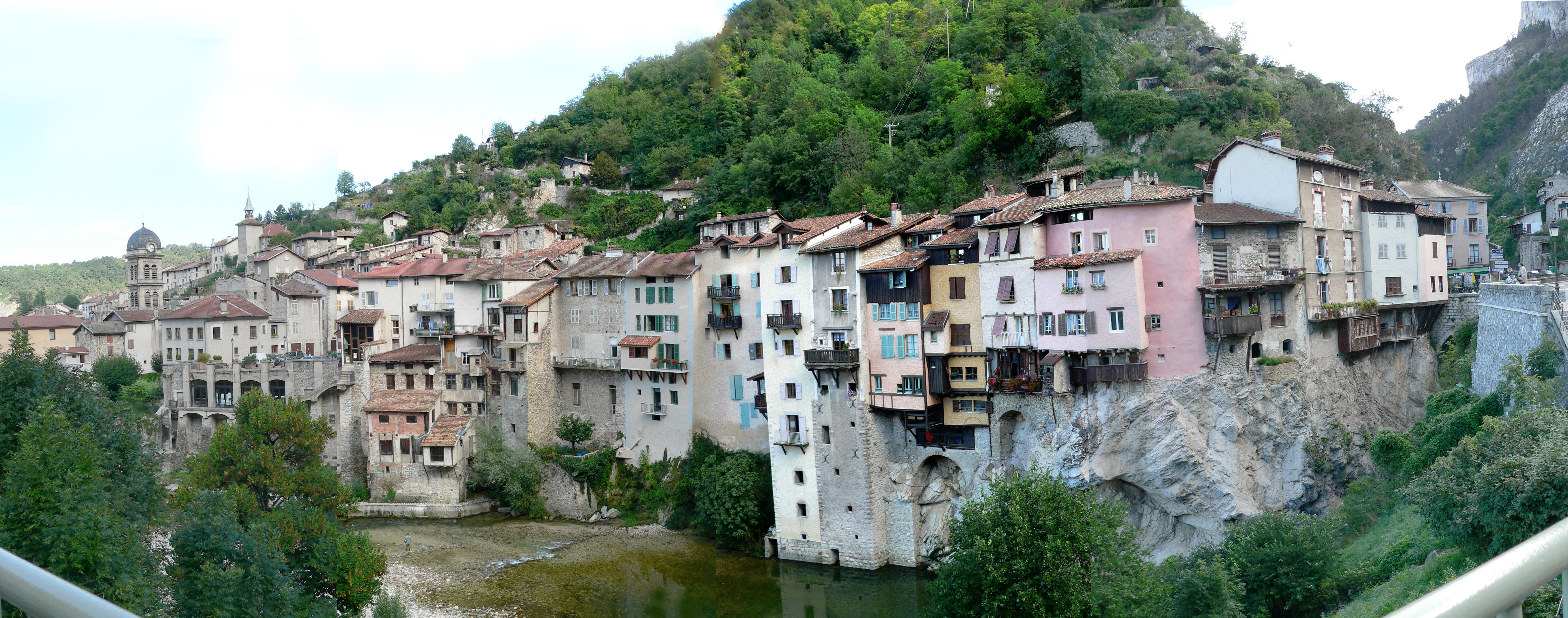
El pueblo de Pont-en-Royans encaramado en el borde del Vercors

## Comunas miembros
Los parques de Vercors incluyen las siguientes comunas:
| - Auberives-en-Royans - Autrans - Beaufort-sur-Gervanne - Beauvoir-en-Royans - Bouvante - Chamaloc - Château-Bernard - Châtelus - Châtillon-en-Diois - Chichilianne - Choranche - Clelles - Cognin-les-Gorges - Combovin - Corrençon-en-Vercors - Crest - Die - Échevis - Engins - Gigors-et-Lozeron - Glandage - Grenoble - Gresse-en-Vercors - Izeron | - La Chapelle-en-Vercors - La Motte-Fanjas - La Rivière - Lans-en-Vercors - Laval-d'Aix - Le Chaffal - Le Gua - Léoncel - Lus-la-Croix-Haute - Malleval-en-Vercors - Marignac-en-Diois - Méaudre - Miribel-Lanchâtre - Le Monestier-du-Percy - Montaud - Omblèze - Oriol-en-Royans - Percy - Plan-de-Baix - Ponet-et-Saint-Auban - Pont-en-Royans - Presles - Rencurel | - Rochechinard - Romans-sur-Isère - Romeyer - Rovon - Saint-Agnan-en-Vercors - Saint-Andéol - Saint-Andéol - Saint-André-en-Royans - Saint-Gervais - Saint-Guillaume - Saint-Jean-en-Royans - Saint-Julien-en-Quint - Saint-Julien-en-Vercors - Saint-Just-de-Claix - Saint-Laurent-en-Royans - Saint-Marcellin - Saint-Martin-de-Clelles | - Saint-Martin-en-Vercors - Saint-Martin-le-Colonel - Saint-Michel-les-Portes - Saint-Nazaire-en-Royans - Saint-Nizier-du-Moucherotte - Saint-Paul-lès-Monestier - Saint-Pierre-de-Chérennes - Saint-Romans - Saint-Thomas-en-Royans - Saint-Paul-de-Varces - Sainte-Croix - Sainte-Eulalie-en-Royans - Treschenu-Creyers - Vachères-en-Quint - Vassieux-en-Vercors - Villard-de-Lans - Vinay | - Claix - Fontaine - Noyarey - Saint-Quentin-sur-Isère - Sassenage - Seyssinet-Pariset - Seyssins - Varces-Allières-et-Risset - Veurey-Voroize |